# Ópera inglesa

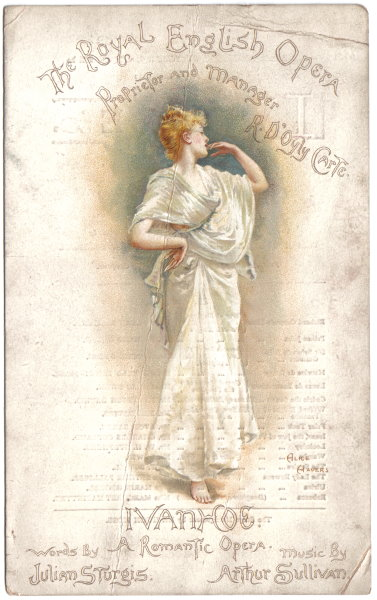
Programa de la premier de Ivanhoe de Arthur Sullivan - (1891).

Se denomina Ópera inglesa al desarrollo de la ópera en Gran Bretaña, y al conjunto de piezas escritas en idioma inglés.

La historia de la ópera en idioma inglés tiene comienzo en el siglo XVII.

## Antecedentes
En Inglaterra, uno de los antecedentes de la ópera en el siglo XVI fue la Afterpiece que se interpretaba al final de una obra; a menudo escandalosa, y consistente, en general, de diálogos ajustados a música arreglada de melodías populares. En este sentido, algunas afterpieces anticiparon la Ópera de baladas del siglo XVIII. Al mismo tiempo, la Mascarada francesa fue ganando una firme recepción en la Corte Inglesa, con majestuoso esplendor y escenarios altamente realistas. Íñigo Jones se convirtió en el diseñador líder de estas producciones, y el estilo dominó los escenarios ingleses por tres centurias. Estas mascaradas contenían canciones y danzas. En la mascarada Lovers Made Men (1617), escrita por Ben Jonson, uno de los principales dramaturgos del género, se cita: "the whole masque was sung after the Italian manner, stilo recitativo" (la mascarada entera fue cantada luego de la manera italiana, estilo recitativo).

## Purcell y sus contemporáneos

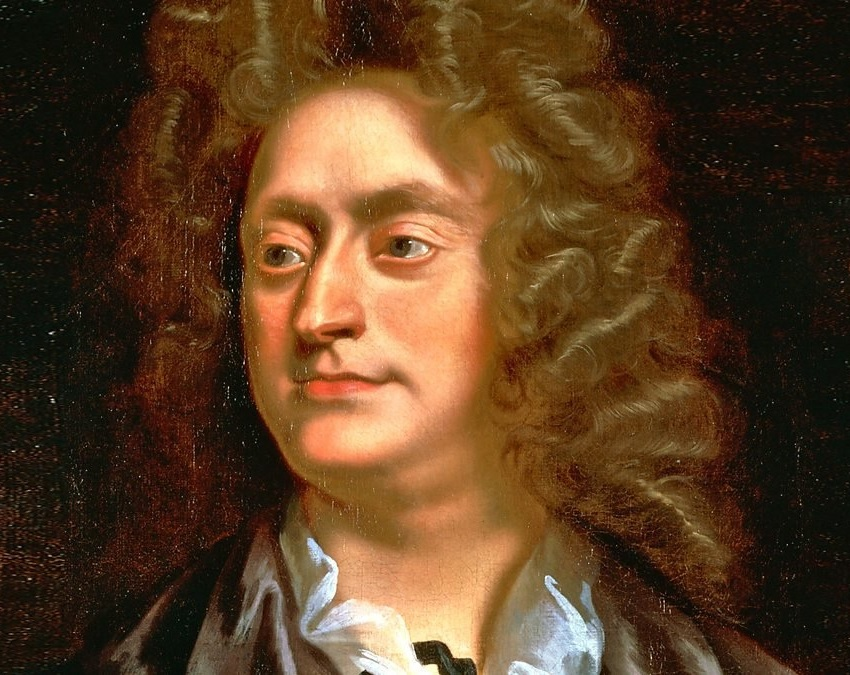
Henry Purcell.

La llegada de la Commonwealth de Inglaterra cerró teatros y detuvo cualquier desarrollo que pudo haber conducido al establecimiento de la ópera inglesa. De todas maneras, en 1656, el dramaturgo Sir William Davenant produjo The siege of Rhodes. Desde que su teatro no tuvo autorización para producir drama, pidió a varios de los principales compositores (Henry Lawes, Matthew Locke, Cooke, Coleman y Hudson) que pongan música a extractos de ella. Este éxito fue seguido por The Cruelty of the Spaniards in Peru (1658) y The History of Sir Francis Drake (1659). Estas piezas contaron con la simpatía de Oliver Cromwell, por tratarse de críticas a España. Con la Restauración inglesa, los músicos extranjeros (especialmente los franceses) fueron bienvenidos otra vez. En 1673, se presenta Psyche de Thomas Shadwell, basada en la 'comédie-ballet' del mismo nombre de 1671 producida por Molière y Jean-Baptiste Lully. William Davenant produjo The Tempest en el mismo año, la cual fue la primera obra de Shakespeare en ser musicalizada (compuesta por Locke y Johnson).

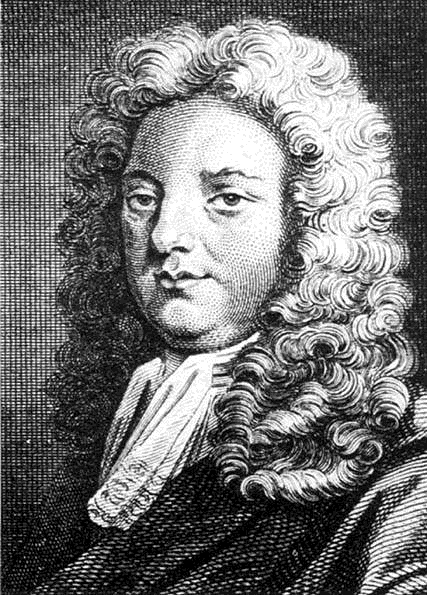
John Blow.

Alrededor de 1683, John Blow compuso Venus and Adonis, a menudo considerada la verdadera primera ópera en lengua inglesa. El sucesor inmediato de Blow fue el mejor conocido Henry Purcell. Desafiando el éxito de su obra maestra Dido and Aeneas (1689), en la cual la acción se fomenta en el uso del recitativo al estilo italiano, gran parte de los mejores trabajos de Purcell no estuvieron relacionados con la composición de ópera típica, en su lugar trabajó usualmente dentro de los contrastes del formato de la semi-ópera, donde escenas aisladas y mascaradas estaban contenidas dentro de la estructura de una obra hablada, tales como The Fairy-Queen (1692) de Shakespeare y The Prophetess (1690) y Bonduca (1696) de Beaumont y Fletcher. Los personajes principales de las obras tendían a no participar en las escenas musicales, lo que significa que Purcell rara vez podía desarrollarlos por medio de canciones. A pesar de estos obstáculos, su objetivo (y de su colaborador John Dryden) fue establecer la ópera seria en Inglaterra, pero estas esperanzas terminaron con la muerte prematura de Purcell a los 36 años. 

## SiglosXVIIIyXIX

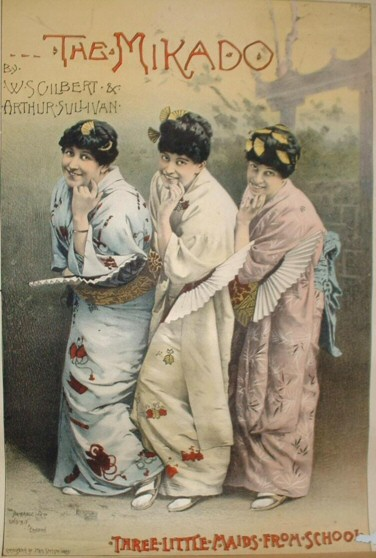
Litografía de The Mikado, de Gilbert y Sullivan.

Luego de Purcell, durante muchos años Gran Bretaña fue un enclave de ópera italiana. Las opera serias de Handel dominaron los escenarios operísticos londinenses por décadas, inclusive compositores maduros como Thomas Arne y John Frederick Lampe escribieron utilizando modelos italianos. Esta situación se mantuvo durante los siglos XVIII y XIX, incluidas las obras de Michael Balfe y William Vincent Wallace, y las óperas de los grandes compositores italianos, así como las de Mozart, Beethoven y Meyerbeer, continuaron liderando la escena musical en Inglaterra. 
Las únicas excepciones durante estas centurias fueron las Ópera de baladas, tales como The Beggar's Opera (1728) de John Gay, Burlesque musical, Opereta europea, y más tarde light operas de la Era Victoriana, especialmente las Savoy Operas de W. S. Gilbert y Arthur Sullivan, todos los tipos de entretenimiento musical que frecuentemente parodiaban las convenciones operísticas. John Barnett realizó un gran intento de seguir los pasos de Carl Maria von Weber con su ópera The Mountain Sylph (1834), la primera ópera inglesa completamente cantada, que fue un éxito rotundo en sus tiempo (y luego parodiada por Gilbert y Sullivan en Iolanthe). 
Sullivan escribió solamente una gran ópera, Ivanhoe (después de los esfuerzos de un número de compositores ingleses jóvenes que comenzaron cerca de 1876), pero reclamó que incluso sus óperas cómicas formaran parte de una "Escuela de ópera inglesa", intentando suplantar las operetas francesas (normalmente con malas traducciones) que dominaban los escenarios en esa era. El Daily Telegraph de Londres estuvo de acuerdo. Sullivan produjo algunas pocas light operas a finales de los años 1880 y 1890, que fueron de naturaleza más serias que las que produjo junto a Gilbert; entre ellas se cuentan The Yeomen of the Guard, Haddon Hall y The Beauty Stone, pero Ivanhoe (que tuvo 155 presentaciones consecutivas, empleando repartos alternados, récord entonces y ahora) sobrevive como su única verdadera grand opéra.

## sigloXX
En el siglo XX, la ópera inglesa comenzó a adquirir más independencia, con los trabajos de Ralph Vaughan Williams y Rutland Boughton y más tarde Benjamin Britten, el cual, en una serie de finas obras que persisten en el repertorio estándar actual, revelaron un excelente instinto para la musicalidad dramática y magnífica. Otros compositores británicos que escribieron óperas bien recibidas a finales del siglo son Richard Rodney Bennett (The Mines of Sulphur), Harrison Birtwistle (Punch and Judy), Peter Maxwell Davies (Taverner) y Oliver Knussen (Where the Wild Things Are). Más adelante, compositores como Thomas Adès continúan exportando ópera inglesa al extranjero.
Además en el siglo XX, compositores estadounidenses como George Gershwin (Porgy and Bess), Scott Joplin (Treemonisha), Gian Carlo Menotti, Leonard Bernstein (Candide), y Carlisle Floyd comenzaron a contribuir con las óperas en lengua inglesa influidas con toques de estilos musicales populares. Estos fueron seguidos por modernistas tales como Philip Glass (Einstein on the Beach), Mark Adamo, John Coolidge Adams (Nixon in China), y Jake Heggie. Por otra parte, compositores no nativos angloparlantes han utilizado libretos en inglés (por ejemplo: Kurt Weill, Street Scene; Ígor Stravinski, The Rake's Progress; Carlos Chávez The visitors, Hans Werner Henze, We Come to the River).